# NGC 3434
NGC 3434 est une galaxie spirale située dans la constellation du Lion. NGC 3434 a été découverte par l'astronome germano-britannique William Herschel en 1786.

## Caractéristiques
La classe de luminosité de NGC 3428 est II et elle présente une large raie HI. Elle renferme également des régions d'hydrogène ionisé. NGC 3434 est peut-être une galaxie du champ, c'est-à-dire qu'elle n'appartient pas à un amas ou un groupe et qu'elle est donc gravitationnellement isolée.

### Distance
Sa vitesse par rapport au fond diffus cosmologique est de 3 999 ± 25 km/s, ce qui correspond à une distance de Hubble de 59,0 ± 4,2 Mpc (∼192 millions d'al).

### Morphologie
NGC 3434 a été utilisée par Gérard de Vaucouleurs comme une galaxie de type morphologique SAB(rs)b dans son atlas des galaxies,.

### Radiogalaxie
Selon la base de données Simbad, NGC 3434 est une radiogalaxie.